# Villanova (Forlì)
Villanova dista da Forlì circa 5 km e mezzo e sorge lungo la Via Emilia in direzione di Faenza.

## Toponimo
Il toponimo deriva forse dalla recente fondazione della frazione dopo la bonifica dei territori adiacenti al fiume Montone, le cui acque, prima di essere fermate da una diga, allagavano i terreni circostanti.

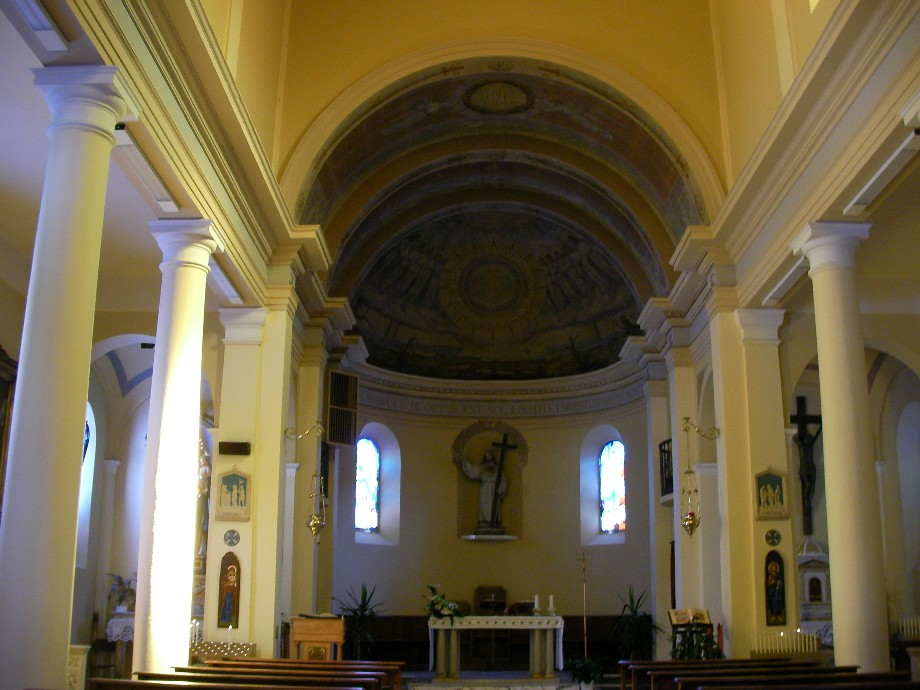
L'interno della chiesa di Santa Maria in Villanova

## Storia
Questo luogo è ricordato nei testi di storia locale come teatro di diverse battaglie ghibelline forlivesi avvenute in epoca tardo-medievale. Si narra che l'esercito bolognese nel 1273 si accampò tra Villanova e San Lazzaro dove ritornò di nuovo dopo un tentativo di avanzata. nel 1358 il legato fortificò la bastia (costruita nel 1282) di S. Bortola a Villanova, dove si combatté, proseguendo per il Cassirano, fino a San Lazzaro. Un tempo in questa zona ci fu perfino una Commenda appartenente all'ordine Gerosolimitano di Malta.

## Luoghi d'interesse
Nei dintorni vi sono le cosiddette larghe o praterie di S. Bartolo, così chiamate dall'antichissima Chiesa di San Bartolo, ora ridotta a casa canonica, e il Cassirano. Questa zona comprendeva tutte le praterie e le larghe di villanova distanti da Forlì circa 3 km e mezzo, cominciando dalla cosiddetta 'Punta dei Prati" sino al ramo dello scolo detto il Fossatone in prossimità del Rio Bolzanino. Tutte queste zone, a partire dal 1821, sono state adibite alla coltivazione.
Nel territorio di Villanova e davanti alla chiesa parrocchiale s'ergeva una graziosa villa, fatta costruire dai nobili marchesi di Forlì, coloro che avevano l'avito palazzo dell'attuale Piazza Dante. Nel 1770 dalla Contessa Eufemia passò alla nobildonna Giacoma Aleotti, vedova Dall'Aste, quindi ai benedetti di Sinigallia. Nel 1840 divenne proprietà della nobile famiglia Reggiani e nel 1916 viene acquistata dalla curia forlivese che ne fa residenza estiva dei seminaristi, e per questo denominata 'Villa del Seminario". Distrutta sul finire della Seconda guerra mondiale, oggi sulla sua area s'estende un noceto.